# Гетеросоциальность
Гетеросоциальность (от греч. ἕτερος — «другой» и лат. socialis — «товарищеский») — в социологии термин для обозначения преимущества социальных отношений между лицами противоположного пола, в которых отсутствует романтический или сексуальный характер. К таким отношениям относятся дружба, наставничество, общение и тому подобное.
Противопоставляется гомосоциальности, где наоборот преимущество отдается лишь отношениям между лицами своего пола, и бисоциальности, где преимущество смешанное.
В возрастной психологии термином «гетеросоциальность» обозначают финальную стадию социального развития, в которой человек сохраняет (или стремится к этому) связи с представителями не своего пола.